# Mirei Kuroda
Mirei Kuroda (黒田 美礼 Kuroda Mirei?,  nascută 20 aprilie 1978, în Prefectura Saitama, Japonia) este un celebru model de costume de baie. Ea a fost "Visual Queen of the Year" în 1996.